# Коричник сборный
Коричник сборный (лат. Cinnamomum aggregatum) — вечнозелёное дерево, вид рода Коричник (Cinnamomum) семейства Лавровые (Lauraceae).

## Распространение и экология
В природе ареал вида охватывает Китай. Интродуцирован в Европе в 1821 году. В России на Черноморском побережье Кавказа — с начала XX века.
Растёт относительно медленно, к почвам нетребователен, хорошо развивается на аллювиальных, песчаных, щебенчатых и глинистых почвах.

## Ботаническое описание
Вечнозелёный кустарник, в культуре высотой до 1 м.
Листорасположение очередное. Листья яйцевидные, заострённые, сверху желтовато-зеленые, снизу сизые, с 3 жилками, расходящимися немного выше основания.
Цветки мелкие, желтоватые, собраны пучками в пазухах листьев, цветонос укороченный.
Цветение в мае.

## Таксономия
Вид Коричник сборный входит в род Коричник (Cinnamomum) семейства Лавровые (Lauraceae) порядка Лавроцветные (Laurales).
|  |                                      |  |                                                             |                                                             |                    |  | ещё 6 семейств (согласно Системе APG II) | ещё 6 семейств (согласно Системе APG II) |                      |  |  |  | свыше 300 видов |
|  |                                      |  |                                                             |                                                             |                    |  | ещё 6 семейств (согласно Системе APG II) | ещё 6 семейств (согласно Системе APG II) |                      |  |  |  | свыше 300 видов |
|  |                                      |  |                                                             | порядок Лавроцветные                                        |                    |  |                                          |                                          | род Коричник         |  |  |  |                 |
|  |                                      |  |                                                             | порядок Лавроцветные                                        |                    |  |                                          |                                          | род Коричник         |  |  |  |                 |
|  | отдел Цветковые, или Покрытосеменные |  |                                                             |                                                             | семейство Лавровые |  |                                          |                                          | вид Коричник сборный |  |  |  |                 |
|  | отдел Цветковые, или Покрытосеменные |  |                                                             |                                                             | семейство Лавровые |  |                                          |                                          |                      |  |  |  |                 |
|  |                                      |  | ещё 44 порядка цветковых растений (согласно Системе APG II) | ещё 44 порядка цветковых растений (согласно Системе APG II) |                    |  |                                          | ещё около 55 родов                       | ещё около 55 родов   |  |  |  |                 |
|  |                                      |  |                                                             | ещё 44 порядка цветковых растений (согласно Системе APG II) |                    |  |                                          |                                          | ещё около 55 родов   |  |  |  |                 |